# Eugnosta caracana
Eugnosta caracana es una especie de polilla de la tribu Cochylini, familia Tortricidae. Fue descrita científicamente por Razowski & Becker en 2002.
Su envergadura es de 15-16 mm. Alas de color amarillento ocráceo con manchitas plateadas y con detalles negros. Las alas posteriores son castañas.

## Distribución
Se encuentra en Brasil (Minas Gerais).